# Чігбо Годвін Окое
Чігбо Годвін Окое (англ. Chigbo Godwin Okoye, 22 травня 1979, Абеокута, Нігерія) — нігерійський футболіст і футзаліст, нападник.

## Життєпис
Чігбо Годвін Окое народився 22 травня 1979 року. В Україні розпочав свою кар'єру в 2003 році, виступаючи в складі аматорського клубу «Енергетик» (Солонцівка). Своїми виступами привернув увагу хірківського «Металіста», до складу якого перейшов того ж року. 29 серпня 2003 року у переможному (3:0) домашньому поєдинку 6-го туру першої ліги чемпіонату України проти сумського «Спартака». Окое вийшов на поле на 77-ій хвилині, замінивши Сергія Чуйченка. А вже наступного дня, 30 серпня 2003 року, у нічийному (1:1) матчі 5-го туру групи В другої ліги чемпіонату України проти «Шахтаря-3» зіграв свій перший матч у футболці «Металіста-2». Чігбо вийшов у стартовому складі, на 44-ій хвилині відзначився голом, а на 77-ій хвилині його замінив Валерій Кушка. 3 вересня 2009 року у програному (0:1) домашньому матчі 1-го туру групи В другої ліги чемпіонату України проти запорізького «Металурга-2» зіграв свій другий та останній матч у футболці другої команди «Металіста». Окое вийшов на поле у стартовому складі, а на 59-ій хвилині був замінений на Сергія Давидова.
У 2004 році гравець залишив «Металіст» та перейшов до аматорського харківського клубу «Південкабель», а в сезоні 2004/05 років захищав кольори клубу «Нафтовик-2» (Охтирка).
З 2006 по 2008 роки виступав у складі футзального клубу «Нафтовик-2» (Охтирка).
У 2011 році перейшов до складу аматорського клубу «Словхліб». Саме у футболці цього клубу зіграв останній матч на професійному рівні. Сталося це 21 вересня 2011 року у програному (0:2) домашньому матчі 1/16 фіналу кубку України проти луганської «Зорі». Окое вийшов у стартовому складі та відіграв увесь поєдинок, проте відзначитися у тому поєдинку так і не зміг.
У 2015 році Чігбо захищав кольори аматорського клубу «Старт» (Чугуїв), який виступає у чемпіонаті Харківської області. В обласному чемпіонаті зіграв 22 матчі, відзначився 20-ма голами.
З 2016 року захищає кольори аматорського футзального клубу «СДС-ПВС» (Охтирка)